# The Echo
The Echo (Brasil: Ecos do Mal ) é um filme de drama e terror produzido nos Estados Unidos e lançado em 2008.